# 연방 경찰 (영화)
연방 경찰(The FBI Story)은 미국에서 제작된 머빈 르로이 감독의 1959년 범죄, 드라마 영화이다. 제임스 스튜어트 등이 주연으로 출연하였고 머빈 르로이 등이 제작에 참여하였다.

## 출연

### 주연
- 제임스 스튜어트
- 베라 마일즈

### 조연
- 머레이 해밀턴
- 래리 펜넬
- 닉 애덤스
- 다이안 저겐스
- 진 윌리스
- 조이스 테일러
- 빅터 밀란
- 팔리 베어
- 페이 루프
- 에드 프렌티스
- 로버트 기스트
- 켄 메이어
- 폴 겐지

## 제작진
- 의상: 애들 팰머